# IC 2488
IC 2488 è un piccolo ma appariscente ammasso aperto situato nella costellazione australe delle Vele.

## Osservazione
Si individua con grande facilità, grazie alla presenza della stella arancione N Carinae, di terza grandezza, appena ad est del brillante asterismo della Falsa Croce. In un binocolo appare come una macchia chiara e nebulosa, apparentemente priva di stelle; per individuarle le componenti principali, che sono di decima magnitudine, occorre un telescopio da almeno 80-100mm.

## Storia delle osservazioni
L'ammasso fu scoperto da Nicholas Louis de Lacaille durante la sua spedizione in Sudafrica, attorno al 1751/1752; descritto come una sorta di oggetto nebulare, fu riosservato da James Dunlop all'inizio dell'Ottocento, il quale credette di aver reindividuato un oggetto che Bode aveva osservato tempo prima, indicandolo come una stella attorniata da una nebulosità.

## Caratteristiche
L'età dell'ammasso è stimata sui 180 miliondi di anni, dunque le sue stelle sono sufficientemente vecchie perché alcune di essere si evolvessero in giganti rosse: in effetti, le componenti dell'ammasso appaiono tutte di colori fra il giallo e l'arancione, segno che alcune delle sue componenti hanno iniziato ad esaurire l'idrogeno contenuto nel loro nucleo.

### Opere generali
- (EN) Stephen James O'Meara, Deep Sky Companions: Hidden Treasures, Cambridge University Press, 2007, ISBN 0-521-83704-9.
- A. De Blasi, Le stelle: nascita, evoluzione e morte, Bologna, CLUEB, 2002, ISBN 88-491-1832-5.

### Carte celesti
- Tirion, Rappaport, Lovi, Uranometria 2000.0 - Volume II - The Southern Hemisphere to +6°, Richmond, Virginia, USA, Willmann-Bell, inc., 1987, ISBN 0-943396-15-8.
- Tirion, Sinnott, Sky Atlas 2000.0, 2ª ed., Cambridge, USA, Cambridge University Press, 1998, ISBN 0-933346-90-5.
- Tirion, The Cambridge Star Atlas 2000.0, 3ª ed., Cambridge, USA, Cambridge University Press, 2001, ISBN 0-521-80084-6.